# 高瑜
高瑜（1944年2月3日—），生于重慶，祖籍河南省长垣县焦园乡高庄村（现属山东省菏泽市东明县），记者、报刊与网络专栏作家，畢業於中國人民大學語言文學系文藝理論專業，曾在中新社工作，1989年担任《经济学周报》副总编辑，不久该报被停刊，同年6月3日被捕。1990年8月28日获释。1993年10月2日，再次被捕，1994年11月9日，由北京市中级人民法院以“泄露国家机密罪”判处有期徒刑六年、剥夺政治权利1年、没收其“赃款”人民幣800元。1999年2月15日以保外就医的名义获释。2014年4月24日再次被捕。2015年4月17日遭判刑7年；同年11月26日，北京市高级人民法院在二审中将一审判决的7年刑期改为5年，剥夺其政治权利的年限仍是一年；经高瑜本人申请，根据医院证明文件，因高瑜患有严重疾病，法院决定对高瑜准予监外执行。

## 生平

### 早年经历
1944年2月3日（农历正月初十）高瑜出生于重庆，大学时期就读於中國人民大學語言文學系文藝理論專業。1980年代高瑜担任中新社專稿部記者，当时的主要任务是采写专访，采访对象包括文化和学术名流以及政治人物，并开始撰写时政分析文章，是香港中文報刊著名專欄作家。1988年10月高瑜被調到《經濟學週報》擔任副總編輯。加盟《经济学周报》后，高瑜除了亲自撰写文章外，还经常邀请一些中國共產黨改革派人物发表专稿，如原人民日报社社长胡绩伟、“右派”诗人邵燕祥等。

### 首次入狱
六四天安门事件期间，《经济学周报》积极报道北京民主運動，高瑜采写的“严温对话”被认为是《经济学周报》被停刊的直接原因。1989年6月3日早晨，高瑜被北京市国家安全局拘捕。1989年6月30日，时任国务委员兼北京市长陈希同在《关于制止动乱和平息反革命暴乱的情况报告》中声称《经济学周报》发表了严家其与另外一个人关于时局的对话，其目的是为了掩盖中共总书记赵紫阳的错误，以便为推行资产阶级自由化制造舆论，因为严家其与赵紫阳原秘书鲍彤联系密切。高瑜则称该报告存在捏造和诬蔑之处，捏造出"倒邓保赵"的预谋，诬蔑内容包括原本是前国家主席李先念向陈希同透露"戒严"的机密，报告中反诬蔑是鲍彤"泄密"。并将所有群众组织都定性为搞"动乱"、"暴乱"的非法组织，将人民的赤手空拳的抗暴，污蔑为"对解放军的屠杀"。一年后，高瑜从秦城监狱获释。

### 二陷囹圄
1994年11月9日，北京市中级人民法院以泄露国家机密罪判处當時為香港《鏡報》工作的高瑜有期徒刑6年。至于高瑜泄露了哪些国家机密，中国官方和高瑜本人都不曾透露。入狱后，高瑜分别在1994年和1996年两次获保外就医，时间跨度超过一年。1999年2月15日，高瑜再次以保外就医名义获释。获得自由后，高瑜重操旧业，为香港和海外中文媒体撰写大量涉及中国政治、经济及社会动向的文章。年过七旬的她非常活跃，经常在Twitter上发消息。

### 三度获刑
2014年4月24日，高瑜再次被北京警方逮捕，据称其在2013年8月通过他人(姚监复)获得了一份中共中央机密文件的复印件后，将内容逐字录入成电子版保存，随后将该电子版通过互联网提供给某境外网站负责人，该网站将文件进行了全文刊登。而据官方媒体报道，高瑜在被捕后“表达了深刻忏悔”。
据媒体引用消息人士的话推测，明鏡出版社《明镜月刊》在2013年8月刊发的《关于当前意识形态领域情况的通报》（9号文件，亦即网上俗称的“七不讲”）即为高瑜所泄露出来的保密文件，此文件发放到市地师级以上干部。文件中称，要“确保新闻媒体的领导权，始终掌握在同以习近平同志为总书记的党中央保持一致的人手中”。
实际上，注明“发至地师级”的机密文件，在中国大陆政府网站上公开发布。而作为事件当事人的明鏡新聞網編輯部負責人则称，中共的指控和海外媒體的相關報導都不符合事實，事實上是早在2013年6月前，明鏡就已獲得了這份文件，而且來自中共中央宣傳系統高層。“五月份，一名顯然是習近平的支持者、來自中共中央宣傳系統的髙層人物接觸了明鏡新聞網”、“這名人士向明鏡新聞網提供了《九號文件》內容，這份名為《中共中央辦公廳印發〈關於當前意識形態領域情況的通報〉的通知》的文本上並沒有註明密級，也沒有註明發送範圍。”
高瑜案于2014年11月21日在不公开的情况下开审，高瑜在庭上对公诉机关的指控予以否认，称没有非法向境外泄露国家秘密文件的行为，法庭当天没有宣判。2014年11月24日，一定程度代表官方意见的《環球時報》社评表示，高瑜洩露的是中共中央對意識形態部署的機密，與《九號文件》相符。2015年4月17日, 据北京三中院官方微博称，高瑜因“为境外非法提供国家机密罪”，被判处有期徒刑七年、剥夺政治权利一年。国际特赦组织表示，71岁高龄的高瑜被判监，表明中国当局明目张胆打压言论自由。无国界记者发表声明呼吁中国当局，立即释放高瑜，并撤销所有控罪。香港市民支援爱国民主运动联合会发起抗议活动，前往香港中联办要求立即释放高瑜。美国国务院代理发言人瑪麗·哈夫“呼吁中国当局立刻释放高瑜，并尊重中国在国际上的人权承诺。”
一审判决下达后，高瑜称不服判决，已正式提出上诉。2015年11月26日，北京市高级人民法院二审，将一审判决的7年刑期改为5年，剥夺政治权利的年限仍是一年；经高瑜本人申请，根据医院证明文件，因高瑜患有严重疾病，法院决定对高瑜准予监外执行。2016年两会期间，高瑜被当局带离北京，前往云南省旅游，期间与自由作家徐晖和北京异见人士王荔蕻见了面。
2019年4月23日，高瑜正式刑满释放，由于还有一年剥夺权，高瑜没有政治权利和言论自由。由于当周周末北京举行一带一路高峰论坛，維穩程度提高，高瑜获释当天就遭公安带往外地「旅游」。这是高瑜继2017年中共十九大离京与2018年两会期间「被旅游」至杭州后第三次「被旅游」。
2021年2月，高瑜向自由亞洲電台表示，英国通讯管理局吊销中国环球电视网执照后，阴间滤镜的指控显然是中方政治报复行为的一部分。

## 获奖记录
因揭露时弊，高瑜自1990年代起屡次获得多个奖项：
- 1995年5月，获世界报业协会颁发的“自由新闻金笔奖”。
- 1995年11月，获国际妇女媒体基金会颁发的“新闻勇气奖”。
- 1997年5月，获联合国教科文组织颁发的首届联合国教科文组织吉列尔莫·卡诺世界新闻自由奖。
- 2000年，获得国际新闻协会（英语：International Press Institute）颁发的全球20世纪50名新闻自由英雄奖（英语：International Press Institute World Press Freedom Heroes）。

## 部分作品
- 2004年2月11日，高瑜，何家栋与迄今未了的小说《刘志丹》案（页面存档备份，存于）
- 2005年12月，高瑜，宾雁先生永远留下了他的目光（页面存档备份，存于）
- 2006年1月26日，高瑜，小金到中国南巡是大丑闻（页面存档备份，存于）
- 2006年3月，高瑜，审读员制度荒唐恶毒（页面存档备份，存于），开放杂志
- 2006年3月27日，高瑜，邓力群自己盖棺难定论--十二个春秋出版的贡献（页面存档备份，存于）
- 2006年4月，高瑜，见官矮一级的中国记者现状（页面存档备份，存于）